# Ностиц, Григорий Иванович (1862)
Граф Григо́рий Ива́нович Но́стиц (23 января 1862 — 29 апреля 1926, Биарриц) — русский генерал-майор, военный агент во Франции, начальник штаба Гвардейского корпуса во время Первой мировой войны.

## Биография
Сын генерал-лейтенанта графа Ивана Григорьевича Ностица и Александры Александровны Раевской. Мать умерла, когда Григорию Ивановичу было полтора года. Деды: генерал-адъютант Григорий Иванович Ностиц и отставной полковник Александр Николаевич Раевский, участник войны 1812 года.

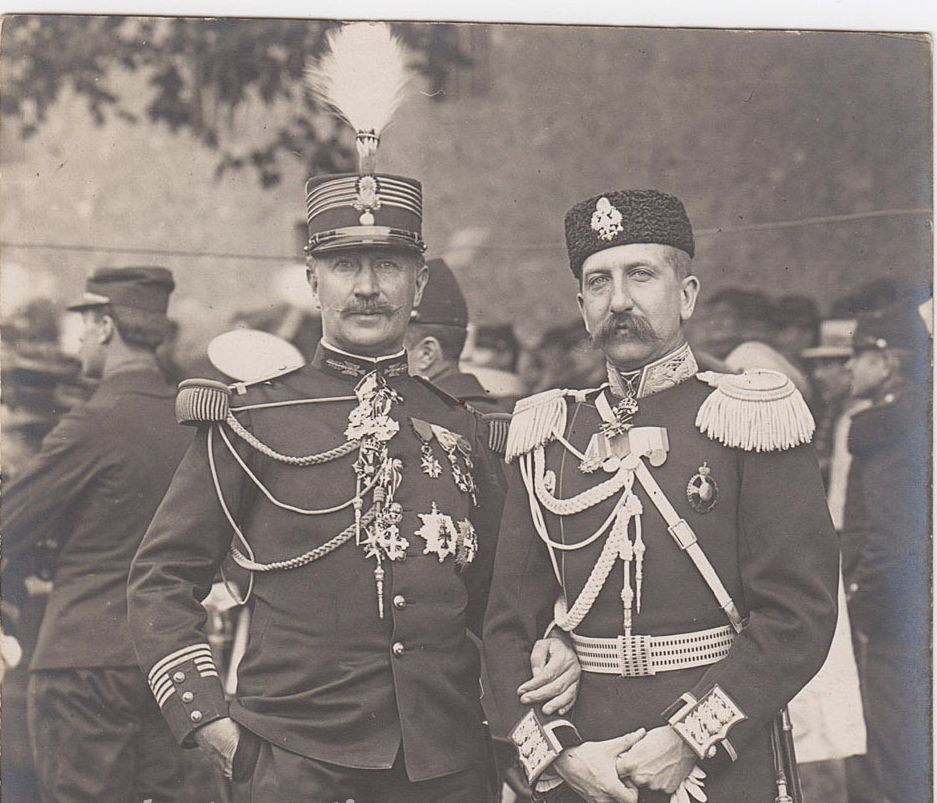
Г. И. Ностиц (справа) позирует с французским генералом на манёврах во Франции. Почтовая открытка начала XX века

Окончил Катковский лицей (1881) и Московский университет. В 1883 году стал одним из учредителей Русского гимнастического общества. В 1886 году выдержал офицерский экзамен при 2-м военном Константиновском училище и был определён корнетом в Кавалергардский полк.
Чины: поручик (1890), штабс-ротмистр гвардии с переименованием в капитаны ГШ (1893), подполковник (1900), полковник (за отличие, 1903), генерал-майор (за отличие, 1909).
В 1893 году окончил Николаевскую академию Генерального штаба (по 1-му разряду), после чего состоял старшим адъютантом штаба 2-й гвардейской кавалерийской дивизии (1896—1898) и 1-го армейского корпуса (1898—1900). В 1900 году был назначен младшим делопроизводителем канцелярии военно-ученого комитета Главного штаба, а в 1901 году — штаб-офицером для поручений при штабе генерал-инспектора кавалерии. В 1908—1912 годах состоял военным агентом во Франции, будучи предшественником на этой должности графа Игнатьева.
1 марта 1912 года назначен начальником штаба Гвардейского корпуса, с которым вступил в Первую мировую войну. 16 августа 1915 года состоял в распоряжении начальника Генерального штаба. 11 сентября 1917 года был уволен от должности за болезнью и зачислен в резерв чинов при штабе Петроградского военного округа.
Ностиц был человек с большими личными средствами. Как и отец, занимался художественной фотографией. Также увлекался поэзией, в 1907 году в Санкт-Петербурге опубликовал сборник «Стихотворения». Был знаком с писателем графом Толстым.
В эмиграции жил во Франции. Умер без потомства на своей вилле 29 апреля 1926 года в Биаррице.
- Орден Святого Станислава 3-й ст. (1895)
- Орден Святой Анны 3-й ст. (1899)
- Орден Святого Владимира 4-й ст. (1902)
- Орден Святого Станислава 2-й ст. (1905)
- Орден Святого Владимира 3-й ст. (ВП 3.05.1912)
- мечи к ордену Св. Владимира 3-й ст. (ВП 2.01.1915)
- Орден Св. Станислава 1-й ст. с мечами (ВП 19.02.1915)
- мечи и бант к ордену Св. Владимира 4-й ст. (ВП 9.05.1915)
- Орден Св. Анны 1-й ст. «за отлично-ревностную службу и особые труды, вызванные обстоятельствами текущей войны» (ВП 6.12.1916)

Иностранные:
- Черногорский орден князя Даниила I 3-й ст. (1896)
- Мекленбург-Шверинский рыцарский крест ордена Вендской короны (1896)
- Рыцарь ордена Почетного легиона (1897)
- Офицер ордена Звезды Румынии (1899)
- Турецкий орден Османие 3-й ст. (1899)
- Болгарский орден Святого Александра 5-й ст. (1899)
- Командор гессенского ордена Филиппа Великодушного (1901)
- Почётный крест ордена Вюртембергской короны (1901)
- Орден Прусской короны 2-го кл. (1902)
- Офицер ордена Почетного легиона (1909)
- Командор ордена Почетного легиона (1912)

## Личная жизнь

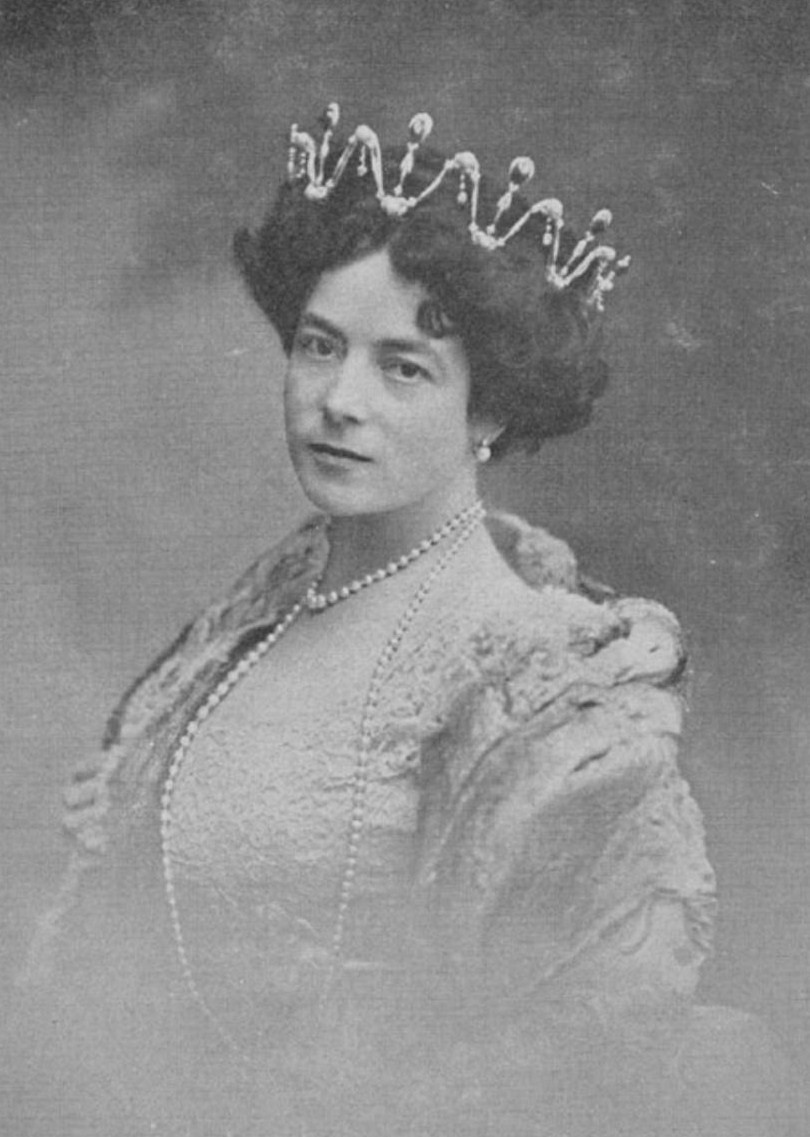
Графиня Лили Ностиц

Жена (с 1907 года) —  Лили Нимич (1875—1967) , американка, урождённая Мадлен Бутон (Madeleine Bouton) из Айовы. Была репертуарной актрисой в Нью-Йорке, после выступала в берлинском театре-варьете «Винтергартен». Её номер состоял в том, что она плавала одетая в костюм рыбы в большом бассейне и могла очень долго держаться под водой. Называли её «женщина-рыба». Её первым мужем был немецкий банкир барон Гидо Нимич, которого она оставила ради графа Ностица. Венчание их было в Мариенбаде. Понимая, что не сможет ввести жену в петербургское общество, Ностиц добился поста военного агента во Франции. В Париже супруги жили в особняке на Avenue d'Eylau и давали роскошные приемы.
По словам современника, графиня Ностиц шокировала парижское общество своей вульгарностью и было удивительно то, что у русского военного агента в доме была немецкая обстановка. Лакей и горничная были немцы, с которыми графиня говорила по-немецки. Будучи женщиной свободных правил, она имела много поклонников и в Париже состояла в отношениях с адъютантом мужа. Эта непозволительная связь была истинной причиной вынужденного увольнения Ностица. В Петербурге графиня Лили была яростной противницей Распутина и не стесняясь говорила о неспособности Николая II управлять страной. Речи графини заинтересовали императорскую контрразведку, и в годы Первой мировой войны её подозревали в шпионаже в пользу Германии. В эмиграции жила с мужем в Биаррице на собственной вилле «Санши». Овдовев, через два года вышла замуж за севильского тореадора Дионисио де Фернандеса Азабаль (de Fernandez Azabal; 1884-1953). Оставила интересные мемуары «Графиня из Айовы», изданные в 1936 году.